# IC 2374
IC 2374 — галактика типу SBb (компактна витягнута галактика) у сузір'ї Рак.
Цей об'єкт міститься в оригінальній редакції індексного каталогу.